# Vision of Gandhi
Vision of Gandhi è il terzo album del gruppo musicale hip hop statunitense Jedi Mind Tricks, pubblicato il 26 agosto del 2003 e distribuito da Babygrande Records, etichetta del gruppo. Collaborano al disco, tra gli altri, Canibus, Kool G Rap, Tragedy Khadafi e Ras Kass. Tra gli ospiti underground, spicca Ill Bill.
Il titolo dell'album è un omaggio ad Affirmative Action, canzone presente in It Was Written (1996) di Nas divenuta ufficiosamente la prima del supergruppo hip hop The Firm. In particolare, il titolo si riferisce al verso dove Foxy Brown rappa «They praise Allah with vision of Gandhi.»
Il brano The Wolf campiona il tema di un livello del videogioco Max Payne e alcuni discorsi del personaggio Jack Lupino.
È inoltre il primo album dei Jedi Mind Tricks a entrare nella classifiche statunitensi, pur non riuscendo a fare breccia nella Billboard 200.

## Ricezione
| Recensione       | Giudizio   |
| ---------------- | ---------- |
| AllMusic         | [ 1 ]      |
| RapReviews       | [ 3 ]      |
| Pitchfork        | [ 4 ]      |
| The A.V. Club    | favorevole |
| Robert Christgau | ***        |
| Sputnikmusic     | [ 7 ]      |

Il terzo lavoro dei Jedi Mind Tricks ottiene recensioni miste. John Bush di AllMusic ne critica negativamente il cambio di produzione e i temi, plaudendo agli ospiti Ras Kass e Kool G Rap: «sembra più una scuola di medicina che un album rap.» Entusiastica la recensione di Steve Juon per RapReviews: l'autore tesse le lodi all'intero progetto, affermando che «sfiora la perfezione».

## Tracce
Testi di Kevin Baldwin (tracce 2-4, 6-8, 10-12, 14, 16, 17), Vincenzo Luvineri (tracce 2-4, 6-8, 10-12, 14, 16, 17), Germaine Williams (traccia 2), Marcus Albaladejo (traccia 3), Nathaniel Wilson (traccia 6), Mario Collazo (traccia 8), John Fuentes (traccia 10), William Braustein (traccia 11), John Percy Simon (traccia 11), John Austin (traccia 12), Mitchell Manzanilla (traccia 14), Percy Chapman (traccia 14), L. Raez (traccia 15),, musiche di Stoupe The Enemy Of Mankind.
1. Intro – 1:06
2. Tibetan Black Magicians (featuring Canibus) – 4:50
3. Blood In Blood Out – 4:06
4. The Rage of Angels (featuring Crypt the Warchild) – 3:23
5. Demonwomb (Interlude) – 0:37
6. Animal Rap (featuring Kool G Rap) – 3:39
7. Nada Cambia – 4:59
8. A Storm of Swords (featuring Planetary) – 4:00
9. Boondock Saints Interlude – 0:37
10. The Wolf (featuring Ill Bill & Sabac Red) – 3:45
11. Walk with Me (featuring The Rhyme Inspector Percee P) – 3:26
12. Rise of the Machines (featuring Ras Kass) – 2:50
13. Pity of War Interlude – 1:14
14. Kublai Khan (featuring Goretex & Tragedy Khadafi) – 3:37
15. What's Really Good (featuring Rocky Raez) – 3:22
16. The Heart of Darkness Interlude – 0:52
17. Raw Is War 2003[8] – 17:04

Durata totale: 63:27

## Classifiche
| Classifica (2003)         | Posizione massima |
| ------------------------- | ----------------- |
| US Heatseekers Albums     | 14                |
| US Independent Albums     | 11                |
| US Top R&B/Hip-Hop Albums | 61                |